# المدرسة الجوية (فرنسا)
المدرسة الجوية هي أكاديمية عسكرية للتعليم العالي بفرنسا متخصصة في تدريب ضباط القوات الجوية تعد واحدة من 210 كلية للهندسة في فرنسا مؤهلة لإصدار شهادة الهندسة، كما تشكل رفقة مدرسة سان سير العسكرية، المدرسة البحرية والمدرسة المتعددة التكنولوجية، واحدة من أربع مدارس عسكرية رئيسية للقوات المسلحة الفرنسية في فرنسا.

## أشهر الخريجين السابقين
- ستيفان أبريال تحويل قيادة الحلفاء حلف شمال الأطلسي (ناتو) بين عامي 2009 و2012.
- محمد القباج جنرال حربي مغربي دفعة 56
- باتريك بودري رائد فضاء وطيار مقاتل